# Libethra
Libethra ou Leibèthres (en grec ancien : τὰ Λίβηθρα) est une ville antique du royaume de Macédoine située sur le golfe Thermaïque, au sud-est de Pydna et près de la ville de Leptokaryá.
Non loin du mont Olympe et de la frontière de Thessalie, on y voyait, dit-on, le tombeau d’Orphée.
Nombre d'objets en provenance du site archéologique de Libethra sont exposés au musée archéologique de Dion.

## Source
« Libethra », dans Pierre Larousse, Grand dictionnaire universel du XIXe siècle, Paris, Administration du grand dictionnaire universel, 15 vol., 1863-1890 [détail des éditions].